# لیلا و دیگر ترانه‌های درخور عاشقانه
«لیلا و دیگر ترانه‌های در خور عاشقانه» (به انگلیسی: Layla and Other Assorted Love Songs) آلبومی از درک اند د دامینوس است که در نوامبر ۱۹۷۰ منتشر شد.